# بوب بروس
بوب بروس (بالإنجليزية: Bob Bruce)‏ هو لاعب كرة قاعدة أمريكي، ولد في 16 مايو 1933 في ديترويت في الولايات المتحدة، وتوفي في 15 مارس 2017 في بلينو في الولايات المتحدة.

## وصلات خارجية
- بوب بروس على موقع دوري كرة القاعدة الرئيسي (الإنجليزية)
- بوب بروس على موقعبيزبول رفرنس.كوم (الدوري الرئيسي) (الإنجليزية)
- بوب بروس على موقعبيزبول رفرنس.كوم (الدوري الثانوي) (الإنجليزية)